# Шахтарський район
Шахта́рський райо́н (Шахтáрщина) — колишня адміністративно-територіальна одиниця на сході Донецької області. Районний центр — Шахтарськ, яке є містом обласного значення. Населення становило 19 685 осіб (на 1.08.2013). Площа — 1100 км². Утворено 1965 року.

## Географія
Шахтарський район розташований на південний схід від обласного центру, територія — 1,2 тис.  км² (4,5 % території області). Протяжність з півночі на південь 40 км, зі сходу на захід — 120 км. Населення — 23,2 тис. чол. (0,5 % від населення області). У районі 54 населених пункти, 13 сільських територіальних громад.
Шахтарський район межує з Луганською областю (Україна) і Ростовською областю (Росія). Він розташований на відстані 170 км від Маріупольського морського порту, тобто має можливість для розвитку господарських міжобласних зв'язків в Україні та інших країнах. Відстань до обласного центру — 60 км.
За природно-кліматичними умовами район належить до східної степової мікрозони області. Основні ґрунти — чорноземи звичайні.
Шахтарський район має свої демографічні особливості: на території району розташовані 8 міст обласного підпорядкування: Сніжне, Торез, Шахтарськ, Харцизьк, Зугрес, Єнакієве, Кіровське, Жданівка і 32 вуглевидобувних і вуглепереробних підприємств 6-ти холдингових компаній, де відбувається процес закриття шахт, і вивільняються мешканці сіл, що працювали на шахтах міського підпорядкування.

## Природні ресурси. Екологічна ситуація
Основний вплив на довкілля Шахтарського району здійснює сільськогосподарське виробництво.
На території району розташовані 30 сільгосппідприємств, близько 100 фермерських господарств, шахти п'ятьох вугільних холдингів, 54 населених пункти.
Усі ці підприємства та інтенсивне використання транспортних засобів створюють постійне навантаження на довкілля району. Техногенне навантаження на одиницю території району в 4 рази перевищує середні показники по Україні.
Найгострішою екологічною проблемою є забруднення повітряного басейну району. Тільки сільгоспвиробниками за рік в атмосферу викидається близько 6 тис. тонн забруднюючих речовин.
Значну шкоду довкіллю наносять токсичні відходи. На території району немає полігону з поховання, знищення і переробки токсичних відходів. Ця проблема є першочерговою в пріоритетному переліку вкладання інвестиційних коштів.
Для поліпшення стану довкілля в районі розроблена «Програма охорони навколишнього природного середовища і забезпечення екологічної безпеки Шахтарського району на 2001—2005 роки». Заходами програми передбачене проведення робіт з організації і здійснення проектів вилучення земель для організації сільських смітників побутових відходів, ліквідація стихійних і неорганізованих звалищ, забезпечення надійного складування і відповідної охорони непридатних і заборонених до використання отрутохімікатів, ремонт системи каналізації житлово-комунального господарства сіл і підприємств.
Задля охорони і раціонального використання природних ресурсів і природно-заповідного фонду здійснюється облаштування заповідної зони «Круглик». Надається допомога в утриманні регіонального ландшафтного парку «Донецький кряж», заповідних зон «Обушок», «Грабове».
Територія ландшафтного парку «Донецький кряж» за своєю значимістю унікальна і являє собою типову ділянку різнотравно-ковильного степу з байрачними масивами, а також штучними насадженнями лісових культур на ділянках степу. Це частка безбережного, колись «Дикого поля».
Регіональний ландшафтний парк «Донецький кряж» створений Рішенням Донецької обласної ради в 2000 році на території Шахтарського та Амвросіївського районів Донецької області загальною площею 3952,2 га.
Фауна включає 150 рідкісних видів комах і близько 200 видів наземних хребетних, з яких 15 занесені до Червоної книги України. Тут ще трапляються такі рідкісні степові види, як полоз жовточеревий, степова і звичайна гадюка, земляний заєць, перегузня, борсук, качка-огарь.
Різноманітний і видовий склад фауни: копитні види (лось, вепр, сарна), пушні (заєць-русак, лисиця руда), пернаті (фазан, куріпка сіра, декілька видів водоплавних). Зустрічається на території вовк, точна чисельність якого не встановлена.
Внаслідок надмірного антропогенного навантаження спостерігаються процеси деградації степу, зменшується чисельність рослинних і тваринних видів. Особливо це наочно видно на зменшенні чисельності мисливських видів. Якщо 15 років тому в урочищі зустрічалися (в осінньо-зимовий період) череди лосів, вепрів, сарн, то сьогодні їх одиниці. Через випас худоби спостерігається витоптування рослинного покриву, окремі види рослин знаходяться в стані регресії.
Вирішення існуючих проблем вимагає наукового підходу, необхідна розробка проекту організації території регіонального ландшафтного парку, охорони, відтворення, рекреаційного використання його природних комплексів.
Існує проблема малих річок, що протікають по території Камишеваха і Севастьянівка, лісозахисні насадження прибережних смуг вимагають санітарних вирубок, розорані ділянки узбережної смуги необхідно залужити, особливо уздовж річки Камишеваха, де спостерігається інтенсивне її замулювання. Болотиста заплава річки багата видовим складом, але достатньо не вивчена.
Служба державної охорони займається охороною території парку від різних видів порушення його режиму, розміщенням відпочиваючих, супроводжує екскурсійні групи, знайомить з історичними подіями регіону, особливостями території, а також видовим біорізномаїттям.
У районі розташована ботанічна пам'ятка природи загальнодержавного значення Урочище Грабове.

## Історія
Шахтарський район утворений у січні 1965 року на базі 8 рад Амвросіївського району і однієї сільської ради Артемівського району згідно з Указом Президії Верховної Ради Української РСР № 64 від 04.01. 1965 року з адміністративним центром у місті Шахтарськ обласного значення.
Багато історичних подій пов'язано з цими місцями. Починається історія цієї території з давніх племен (зрубники, кімерійці, скіфи, сармати, гуни, авари, болгари, хозари, печеніги, половці) до татаро-монголів, що господарювали в цих місцях до розпаду Золотої Орди. Проходив тут шлях, по якому гнали невільників. Дике поле бачило чимало подвигів запорізьких козаків у битвах за свою Україну.
Проходили століття, змінювалась територія з її рослинним і тваринним світами. Людина впливала на навколишнє середовище в процесі своєї життєдіяльності. Коли в 1856 році археологами була розкопана Савур-Могила, Тарас Шевченко дуже переживав з цього приводу, шкода було цих недоторканих місць. Любили їх і А. П. Чехов, і В. Г. Короленко, і К. М. Паустовський.

## Адміністративний устрій
Район адміністративно-територіально поділяється на 13 сільських рад, які об'єднують 54 населені пункти та підпорядковані Шахтарській районній раді. Адміністративний центр — місто Шахтарськ.
Шахтарській районній раді підпорядковуються: фінансове управління, управління праці і соціального захисту населення, відділ освіти, відділ культури, управління сільського господарства і продовольства, районний відділ МВ УМВС України, об'єднана державна податкова інспекція, міжрайонна прокуратура, районний суд, районний відділ статистики, відділ пенсійного фонду та ін.
Шахтарській районній державній адміністрації підпорядковуються: відділ організаційної і кадрової роботи, загальний відділ, юридичний відділ, фінансово-господарчий відділ, відділ внутрішньої політики, управління економіки, відділ архітектури, відділ роботи з молоддю та інші.
10-11 серпня 2014 масованим вогнем з території Росії російськими батареями РСЗВ Град було повністю знищене село Степанівка.

## Населення
Національний склад населення району за переписом 2001 року
|          | чисельність | частка |
| українці | 18 042      | 74,4   |
| росіяни  | 5 663       | 23,3   |
| білоруси | 249         | 1,0    |

Етномовний склад сільських та міських рад району (рідна мова населення) за переписом 2001 року, %
|                                 | українська | російська | білоруська |
| ШАХТАРСЬКИЙ РАЙОН               | 53,4       | 46,3      | 0,1        |
| ------------------------------- | ---------- | --------- | ---------- |
| Великошишівська сільська рада   | 71,3       | 27,8      | 0,1        |
| Грабівська сільська рада        | 65,7       | 34,0      | 0,3        |
| Дмитрівська сільська рада       | 89,6       | 10,2      | 0,1        |
| Золотарівська сільська рада     | 16,5       | 83,4      |            |
| Малоорлівська сільська рада     | 29,8       | 70,0      | 0,1        |
| Мануйлівська сільська рада      | 81,9       | 18,0      | 0,1        |
| Нікішинська сільська рада       | 27,7       | 72,3      |            |
| Орлово-Іванівська сільська рада | 70,1       | 29,2      | 0,2        |
| Петропавлівська сільська рада   | 35,7       | 63,4      | 0,5        |
| Розсипненська сільська рада     | 42,8       | 56,8      |            |
| Розівська сільська рада         | 20,1       | 79,8      | 0,1        |
| Садівська сільська рада         | 21,3       | 77,8      | 0,1        |
| Степанівська сільська рада      | 91,8       | 7,9       |            |

## Економіка
Агропромисловий комплекс є головним сектором економіки району. Сільське господарство має в користуванні 81,9 тис. га, з них 60,4 тис. га — рілля. В сільськогосподарському виробництві зайнято 3,0 тис. чоловік, що становить 55,1 % працездатного населення району.
У районі діють 30 сільгосппідприємств, функціонують 100 фермерських господарств, у користуванні яких знаходяться 8,6 тис. га сільськогосподарських угідь (14,2 % від площі сільгоспугідь у районі), рілля — 8,2 тис. га (13,5 % від площі ріллі у районі).
Виробнича діяльність сільськогосподарських підприємств спеціалізується на зерно-птахівницькому напрямку з перевищенням у птахівництві промислового виробництва м'яса бройлерів. У структурі валової продукції сільського господарства питома вага виробництва м'яса птиці становить 42,7 %, зерна 28,5 %, яєць — 9,8 %.
Щорічна потреба у відновленні машинно-тракторного парку в сільському господарстві району становить: 25 тракторів, 17 сівалок, 15—20 зернозбиральних комбайнів, 10—12 плугів загальною вартістю 2, 2,6 млн доларів (щорічно).
Головні сільгосппідприємства району:
- СТОВ «Феніс»
- СТОВ «Єнакіївське»
- СТОВ «Промінь»
- СТОВ «Донбас»

Виробництвом товарів народного споживання в Шахтарському районі займаються 32 підприємства різних форм власності, що спеціалізуються в основному на випуску продовольчих товарів: м'ясо і субпродукти, ковбасні вироби, олія рослинна, консерви м'ясні.
Торговельну мережу в районі представляють 63 магазини і 47 підприємств громадського харчування.
Будівельний комплекс Шахтарського району представляють ВАТ «Шахтарський райагробуд» і виробничо-торговельне підприємство «Будівельник». У галузі працюють також 3 малих підприємства з виробництва будівельних матеріалів.
Основна частина капіталовкладень засвоюється на будівництві об'єктів виробничого призначення: будівництво інкубаторів, реконструкція пташників тощо.
В районі за рахунок усіх джерел фінансування введені в експлуатацію житлові будинки загальною площею 1,8 тис. м². У районі здійснюється програма «Власний дім», на кредитування якої передбачено відділення коштів з бюджету району.
Шахтарський район має густу мережу автомобільних доріг загальнодержавного і місцевого значення. Усі дороги — з твердим покриттям, однак вони ще не зовсім відповідають європейським стандартам.
На території Шахтарського району проходить декілька гілок мережі Донецької залізниці, що пов'язує район із Луганською і Дніпропетровською областями, а також із південними районами Росії і Кавказу.
Район має в своєму розпорядженні сучасні засоби зв'язку. Галузь представлена в районі цехом електрозв'язку № 16 Донецької дирекції Українського підприємства електрозв'язку «Укртелеком» і Шахтарським вузлом зв'язку «Укрпошта».
У районі телефонізовані всі великі села, встановлено 19 телефонних станцій, 2060 телефонів.
«Укрпошта» надає організаціям та населенню району 63 види послуг, з них 39 нетрадиційних. У районі працюють 13 сільських відділень зв'язку.
Економіку району обслуговують 4 філії комерційних банків: «Аваль», «Промінвестбанк», «Укрсоцбанк», «Ощадбанк». Постійно розширюється клієнтура банків. Вони надають послуги як юридичним, так і фізичним особам.

## Освіта
У районі сформована оптимальна мережа навчально-виховних закладів, що задовольняє потребу населення в різних формах і мовах навчання. У сфері освіти створені сприятливі умови для розвитку творчої особистості дітей від дошкільного віку до повноліття.
Процес навчання забезпечують 14 денних загальноосвітніх шкіл, два позашкільних заклади (Будинок творчості) і 19 дошкільних закладів.
Серед загальноосвітніх 11 шкіл або 68,7 % складають школи, що забезпечують одержання повної загальної середньої освіти за місцем проживання, 3 школи або 18,8 % — школи I—III ступенів, 2 школи I ступеня.

## Медичні заклади. Охорона здоров'я
Систему охорони здоров'я у районі представляють 42 лікувально-профілактичних заклади в рамках місцевого бюджету з фондом на 130 ліжко-місць. Долікарська допомога надається на 32 фельдшерсько-акушерських пунктах.
У районі працює понад 70 лікарів і понад 180 середніх медичних працівників. Проведено реформування мережі, яке дозволило розвинути форми лікування хворих, що вимагають цілодобового лікарського спостереження.
На території найвіддаленішої від районного центру Дмитрівської сільської ради з чисельністю населення понад 3-х тис. чоловік, функціонує дільнича лікарня з фондом на 30 ліжок, з яких 10 — медико-соціальних.
Особлива увага приділяється інвалідам, учасникам Великої Вітчизняної війни і постраждалим на Чорнобильській АЕС.

## Засоби масової інформації
Висвітлює життя Шахтарського району газета «Знамя Победы». Її співзасновники — Шахтарська міська та районна ради і трудовий колектив редакції. Редактор — Григорій Бульбанюк. Газета виходить двічі на тиждень: в середу і суботу.

## Культура
У 20-ти закладах культури клубного типу (13 сільських будинків культури, 17 сільських клубів) працює понад 100 колективів художньої самодіяльності, 13 з яких носять високе почесне звання «народний». Багато хто з них відомі і популярні далеко за межами району і області. Наприклад, найстаріший у районі, самобутній, народний фольклорний ансамбль «Літо» Маринівського сільського клубу, фундаторкою якого була збирачка місцевого фольклору Симоненко М. С. — бібліотекар Маринівської бібліотеки-філії № 6.
Традиційні в районі щорічні музичні фестивалі української культури: «До своїх джерел доторкнись», «Лютневий сніг весною пахне», «Не зав'яне чарівна українська краса».
Ведеться велика робота з молодими талантами, проводяться цікаві музичні конкурси «Зоряниця», «Ярмарок талантів», «Маленька країна», «Дитяче сузір'я». Цікаво і самобутньо проходять у населених пунктах району свята сіл, вулиць, традиційні «вечорниці».
11115 читачів Шахтарського району обслуговують Шахтарська районна бібліотека, Шахтарська районна дитяча бібліотека, 16 бібліотек-філій Шахтарської районної централізованої бібліотечної системи. До їх послуг близько 300 тис. прим. книг.
Працівники бібліотек не тільки пропонують своїм читачам книжки і надають потрібну інформацію, але й запрошують на безліч масових заходів: конкурсно-розважальні програми, часи цікавих повідомлень, літературні вернісажі, вечори книги тощо.
Вагомий внесок у розвиток культури району внесли А. А. Мазур, Е. Л. Пасічник, Т. А. Серебрянська, Л. М. Панченко, В. Г. Реплюк, сім'я Орленків, В. А. Ярик, бібліотекарі — Колеснікова В. Ф., Авдан М. И., Ковач Г. И., Серик Л. С.

## Спорт
Чимало яскравих сторінок у літопис Шахтарського району вписали спортсмени, члени районного фізично-спортивного товариства «Колос» — Івочкін Н. С., який виховав 7 майстрів спорту, Серьогін Н. А. — майстер спорту з гирьового спорту (с. Мануйлове), Куліков В. І. — кандидат у майстри спорту (с. Велика Шишівка) та інші. Двічі спортсмени району вигравали обласні літні сільські ігри, неодноразово ставали призерами. Чемпіонами області були також футбольна команда «Силур» (с. Золотарівка), волейбольна команда «Новий Донбас».
Список іменитих чемпіонів поповнюється молодими рекордсменами: Удовиченко Яна — легкоатлетка, чемпіонка області серед дівчат (с. Золотарівка), вихованка тренера РДЮСШ М. Н. Шаповалова, чемпіони-юніори з боксу Плакатін І., Боярський М. (тренер Бєлих Ю. В.).
Традиційними в районі стали різноманітні спартакіади, усілякі турніри, вишукуються можливості для відкриття і роботи нових секцій, наприклад, секція «Східних єдиноборств» (керівник І. М. Верешетін).
Спортивні змагання включаються в програму традиційних зльотів дитячих громадських організацій, туристичних зльотів і походів.

## Релігійні організації
Донецький регіон завжди був багатонаціональним, у ньому проживають люди різних релігійних поглядів, віросповідань, у тому числі і на території Шахтарського району.
Велику частину населення представляють православні християни. У районі діє 5 парафій, що входять до складу Горлівської єпархії Української православної церкви: Свято-Федорівська (с. Дмитрівка), Свято-Рождественсько-Богородницька (с. Степанівка), Свято-Троїцька (с. Грабове), Свято-Петро-Павлівська (с. Розівка), Свято-Ольгіївська (с. Мануйлове) і Святителя Іоанна Златоуста Донецької єпархії. Всі вони мають свої культові будівлі, де проводять богослужіння, обряди і церемонії, роблять культові послуги населенню, посильну добродійну допомогу нужденним.